# Núvol Interestel·lar Local
El Núvol Interestel·lar Local és un núvol interestel·lar d'uns 30 anys llum de diàmetre a través del qual s'està movent actualment el nostre sistema solar. El sistema solar va entrar en el núvol interestel·lar local fa entre 44.000 i 150.000 anys i hi romandrà 10.000 o 20.000 anys més. El núvol té una temperatura (en condicions estàndard) de 6.000 °C, una mica més de la temperatura que té la superfície del Sol. Té una densitat extremadament baixa, 0,26 àtoms per centímetre cúbic, aproximadament una cinquena part de la del medi interestel·lar galàctic i el doble de la del gas de la bombolla local. En comparació, l'atmosfera terrestre en condicions estàndard té 2,7 × 1019 molècules per centímetre cúbic.
El núvol es va formar a partir de la unió de la bombolla local i la bombolla Loop I. El Sol, juntament amb estrelles com Alfa Centauri, Vega, Arcturus i Fomalhaut, està immers dintre del Núvol Interestel·lar Local.